# Fűzlevelű kőtiszafa

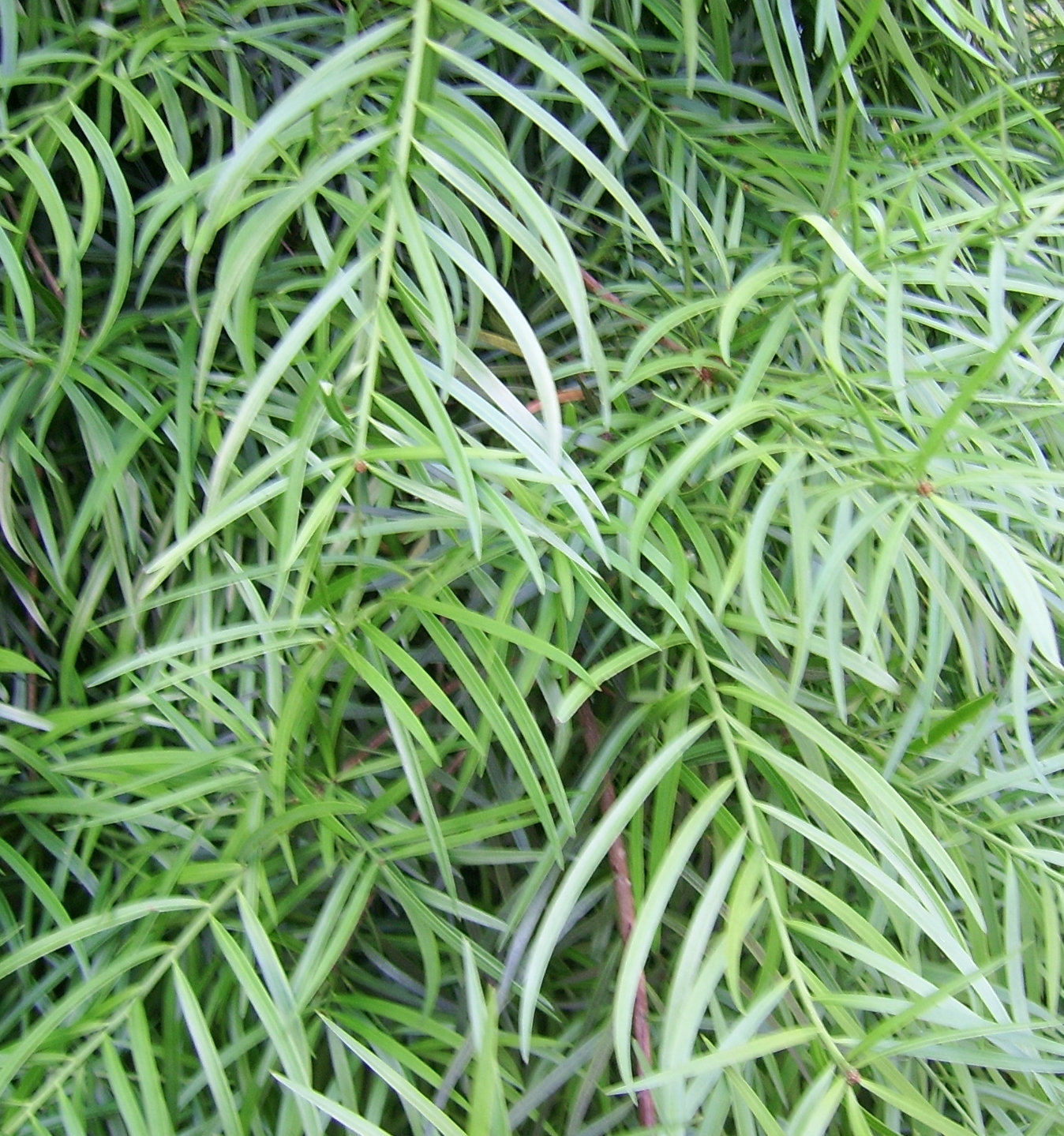
Levélzete

A fűzlevelű kőtiszafa (Podocarpus salignus) a fenyőalakúak (Pinales) rendjébe sorolt kőtiszafafélék (Podocarpaceae) családjába a névadó Podocarpus nemzetség Capitulatis fajcsoportjának egyik faja. Tudományos nevét a fűzfáéhoz hasonló szalagos leveléről kapta.

## Származása, elterjedése
Eredeti termőhelye az Andok óceáni éghajlatú, nyugati lejtőin van, de mivel kiváló kerti növénynek bizonyult, mostanra sokfelé ültetik a mérsékelt öv hasonló éghajlatú részein.

## Megjelenése, felépítése
Nagyobbacska bokorból fává fejlődve akár 20 m magasra is megnőhet. Gyakran sűrűn többtörzsű, és ezzel fiatalon bambuszszerű benyomást kelt, majd élénkzöld boglyára emlékeztet. Ha nem kap elég esőt és fényt, kiritkul. Vörösesbarna kérge rostos csíkokban válik le.
Fényes, vastag, fényes, kb. 12 cm hosszú és 1 cm széles, nem szúrós levelei csavarvonalban nőnek a hajtásokon. A levelek fonáka sárgászöld.

## Életmódja, termőhelye
Az enyhe klímájú, csapadékos helyeket kedveli.

## Felhasználása
Dísznövénynek ültetik. Magyarországon nem télálló és ezért kevéssé ismert.